# スパニッシュフォーク (ユタ州)
スパニッシュフォーク（Spanish Fork）は、アメリカ合衆国ユタ州のユタ郡にある都市。人口は4万2602人（2020年）。「スパニッシュフォーク」は市内を流れる川の名前である。
郡庁所在地プロボの郊外都市の性格が強い。統計上はソルトレイクシティ都市圏に含まれるが、ソルトレイクシティからは約90キロメートル離れている。

## 歴史
1776年、サンタフェからカリフォルニア・ミッションを目指して旅をしていたフランシスコ会の修道士がこの辺りの記録を残している。アメリカ先住民の様子や川の存在を記している。当時はスペイン領だった。
1851年、モルモン開拓者が入植し農地を開拓した。定住者が増えたため1855年に市として法人化した。1855年から1860年までアイスランドからの移民団が入植した。この時代のアメリカ合衆国ではアイスランド人は非常に珍しかった。

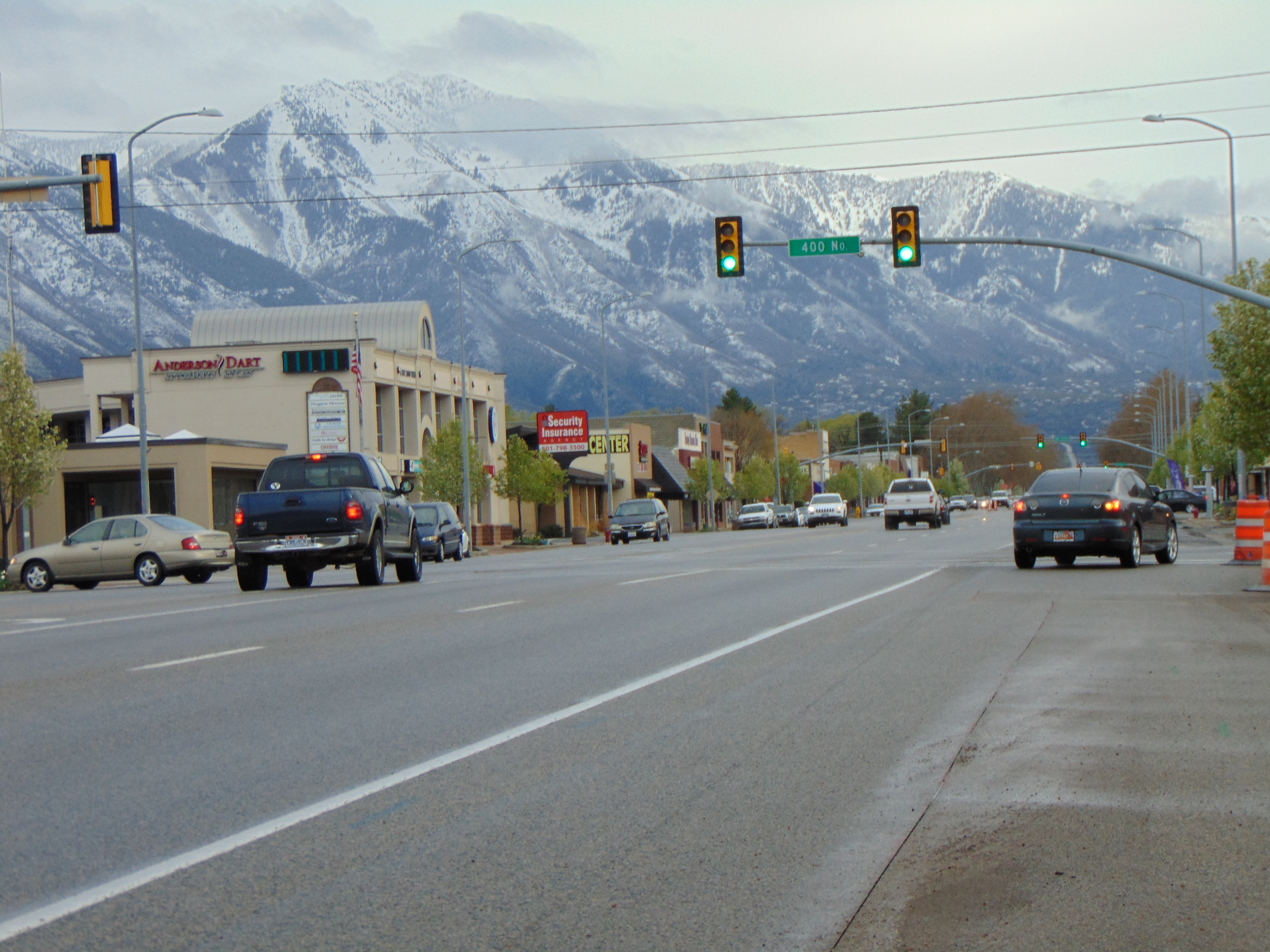
州道147号 東方面